# Astragalus hypsogenus
Astragalus hypsogenus är en ärtväxtart som beskrevs av Ivan Murray Johnston. Astragalus hypsogenus ingår i släktet vedlar, och familjen ärtväxter. Inga underarter finns listade i Catalogue of Life.